# Cletodes dissimilis
Cletodes dissimilis är en kräftdjursart som beskrevs av Willey 1935. Cletodes dissimilis ingår i släktet Cletodes och familjen Cletodidae. Inga underarter finns listade i Catalogue of Life.